# 下関とふく

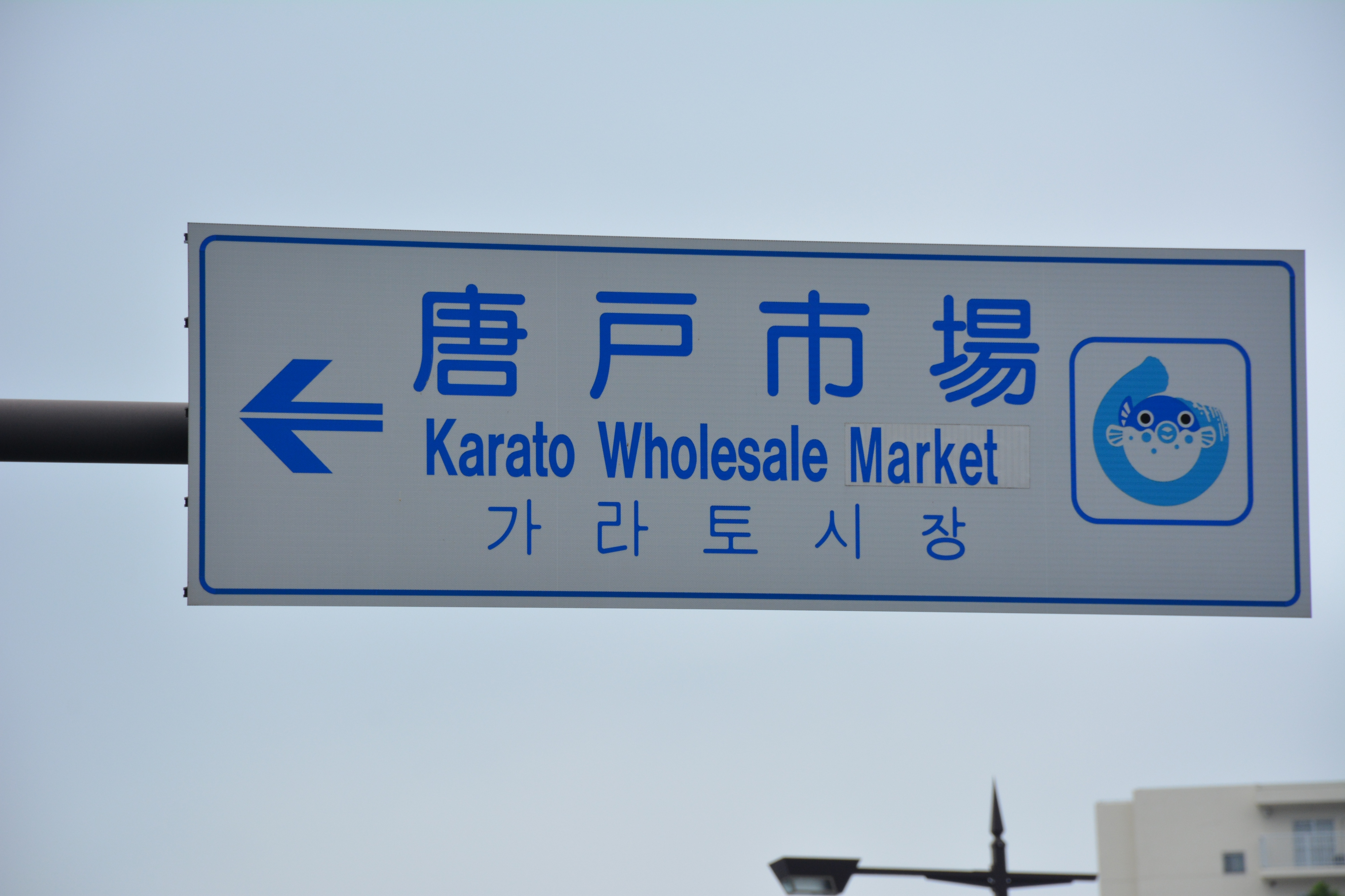
唐戸市場の案内表示。フグのイラストがデザインされている。

下関とふく（しものせきとふく）は、フグの集積地としての山口県下関市について記述する。下関など西日本では、フグの事を濁らずに「ふく」と呼ぶ場合が多い。理由には諸説があるが、フグが「不遇」に繋がり、フクが「福」につながるから、とされている。若年層は普通にフグと発音することも多い。
下関の天然トラフグの約6割は遠州灘沖で漁獲されたもので、1993年頃から海流の変化で、遠州灘沖が国内屈指のトラフグの漁場となり、静岡県浜松市内の舞阪漁港で大量に水揚げされるようになった。国内に流通しているトラフグのうち、天然物は僅か1割ほどである。
下関は、日本で水揚げされる天然のトラフグやクサフグなど8割近くが集まり、また長崎県や熊本県で、主に生産される養殖トラフグも大部分が集まる一大集積地である。下関に集まったフグはここで売買され、毒を持つ内臓部分などが除去する加工が成されたあと、大阪や東京の消費地へと運ばれる（特に大阪は全国のふぐ消費量の約6割を占める）。下関市内にある春帆楼は伊藤博文により約300年ぶりに解禁となったふぐ料理公許第一号店である。
特に下関の唐戸市場（同市唐戸）は、1933年開設されたフグの取引所として知られ、大型船が接岸できる立地を生かした南風泊（はえどまり）市場は、日本最大のフグ取り扱い市場として知られている。山口県は1989年にフグを県魚と指定。2016年10月12日には『下関ふく』として農林水産省にGI（地理的表示）保護制度に登録され、名実とも下関の代名詞としてフグが承認された。このように、下関とフグは象徴的な結びつきが強い。

## 下関がフグの集積地となった背景
まず立地面でみると、以下の点が挙げられる。
- トラフグの産卵地である玄界灘沖や瀬戸内海西部沿岸に近い。
- 東シナ海、日本海と瀬戸内海を結ぶ交通の要衝の地である。
- 東シナ海、日本海、瀬戸内海ともにフグの好漁場である。

下関は古くより豊かな漁場に近く、漁業が発展していた。さらに明治期に入ると西洋の漁法が取り入れられ、下関はトロール船による遠洋漁業やノルウェー式捕鯨の一大拠点となった。1911年（明治44年）に田村汽船漁業部（後のニッスイの前身）、1913年（大正2年）には林兼商店（後の大洋漁業、現在のマルハニチロの前身）が、それぞれ下関を拠点として創業している。その後下関は、日本一の漁獲高の大漁港に発展した。これは、日本海、瀬戸内海、太平洋（豊後灘）の交点に位置し、早くから鉄道が敷設され交通の要衝となったことが大きい。
1961年（昭和36年）に28万トンを超える漁獲高をあげて以降、下関の年々漁獲高は低下していった。これには、交通事情の変化したこと、つまり冷凍輸送やトラック輸送が発達し、他の地域の漁港が近代化したため、下関以外を経由して大都市圏への輸送が可能となったという社会インフラの変化があった。また乱獲による漁業資源の低下、捕鯨の禁止なども理由としてあげられる。
このため、下関は付加価値の高い漁業への転換をせまられた。そのなかで「フグで下関を活性化しよう」と考えた人物も多数現れた。特に、下関唐戸魚市場で働き、後に社長となった小野英雄は、南風泊港にフグを取引するための新しい市場である南風泊市場を開くなどした。またフグ関連のイベントや養殖フグの取引などにより、フグの大衆化に尽力した。
行政の後押しもあり、下関はフグの集積地として成功をおさめた。現在も、フグのなかでも高級とされる天然のトラフグなどは下関に全国の7割から8割が集荷される一大拠点である。
また流通面でみると、以下の点が挙げられる。
- フグの加工に必須である「身かき」「皮むき」の加工場が下関付近に集積した。
- フグの身を引き締めるため1日程度、生きたフグを水槽内で絶食させるが、これをトラック輸送内で平行して行うことで長距離輸送が可能。

特に、「身欠き」「皮むき」など、フグの持つ毒のため、加工技術は他の魚と異なる技術が必要であり、一朝一夕で習得できるような単純な技能ではない。従って、フグが水揚げされる他の地域でもフグ加工技術の集積がないため、下関へと輸送する場合が多数である。
しかし、近年は漁獲不振（後述）により、実際には山口県近海で獲れるフグの漁獲高は全体的に少ない。フグに限らず水産品表示として水揚げ地を使うことは習慣上許可されたものであり、下関で扱われたフグは下関物として広く流通している。実際のフグ料理店でも「下関直送フグ」あるいは「下関のフグ」などの表現を使うため、消費者に下関産のフグを使っているという印象を与えている場合も少なくない。
2000年（平成12年）以降、消費者の意識の高まりを受け、産地表示の適正化が強くなっている。特にフグの場合、2000年から2003年頃に養殖フグのホルマリン使用による寄生虫除去が表面化した。特に長崎県産は、養殖トラフグの都道府県別生産高で1位であったが、厚生労働省の禁止通達以後も使用していたため、大きな社会問題となった。
これら養殖フグも下関を経由して各地に流通していたため、下関の卸業者は他の産地や消費者との板挟みとなり、対応に苦慮した部分があった。これを契機として下関以外のフグ水揚げ地が自身の産地を主張するようになった。また長崎の「長崎ふく」や三重の志摩の「あのりふぐ」のように、地域振興の一環として地域ブランドを立ち上げるような事例も顕著である。

## 下関で水揚げされる天然トラフグの生態
下関で扱われるトラフグは東シナ海、日本海で漁獲されたものを「外海産」、瀬戸内海、遠州灘、伊勢湾で漁獲されたものを「内海産」として区別している。しかし、トラフグは回遊魚であり、生態からみると「外海産」と「内海産」の区別はあまり意味を持たない。生態群としては「東シナ海、日本海系群」、「瀬戸内海系群」、「伊勢湾、遠州灘群」の3つの系統に分けられる。以下で「東シナ海、日本海系群」、「瀬戸内海系群」を説明する。

### 東シナ海、日本海系群
トラフグは、黄海から東シナ海、日本海の能登半島付近まで広く分布している。近年の調査によると、夏から冬にかけて黄海および東シナ海は餌を求めて回遊し、1月から3月にかけて産卵のため、九州の長崎や熊本、山口県などの瀬戸内海、玄界灘や若狭湾へと来る。
産卵期は3月から5月ころで水深20m以上の潮流の比較的速い岩礁地帯で行われる。卵は約10日で孵化する。孵化稚魚は、産卵場近くの穏やかな場所で過ごした後、他の海域へと移動していくと考えられている。

### 瀬戸内海系群
瀬戸内海系のトラフグは、夏から冬にかけて伊予灘、紀伊水道、豊後水道辺りを回遊し、春になると産卵のため瀬戸内海の浅瀬に来る。前述の東シナ海、日本海系群との交流もあるといわれている。

## 下関周辺でのフグ漁
フグ漁は、主に一本釣や延縄による釣り漁と、底曳網や定置網、刺網を使った網漁により行われる。特に高級とされるトラフグは底延縄をもちいて捕獲されることが多い。
延縄による漁法は、1887年（明治10年）頃に山口県の粭島（すくもしま、現周南市）に伝わったとされる。フグ漁には延縄荒縄による延縄が用いられていたが、フグの持つ鋭利な歯で枝縄、幹縄を切られることも多かった。島の漁師であった高松伊予作の考案といわれる縄の一部を銅線を使うなどの工夫により、1900年（明治33年）前後にフグ延縄漁が確立したといわれている。粭島には「フグ延縄発祥の碑」が建てられている。また天然物のトラフグにおいては、粭島から大分県の姫島にかけて捕れるものが最高級とされる。
フグ延縄漁は、韓国により1952年に宣言された李承晩ラインの影響も大きく、日本近海に制限されていた。しかし同ラインが1965年に廃止され、日韓漁業協定が締結されると、フグの魚場は東シナ海、黄海へと大きく広がった。これに伴い下関を中心とした日本の30トンから50トンクラスの漁船がこれらの地域に進出した。結果、下関に水揚げされる天然のトラフグの漁獲高は急激に伸びた。
しかし、1977年に北朝鮮が200海里の排他的経済水域を宣言すると北緯38度以北への出漁ができなくなった。1980年代に入ると漁獲高は減少傾向をみせるようになった。これは産卵場である瀬戸内海沿岸の埋め立て、乱獲や韓国漁船や中国漁船によるフグ漁の活発化にも影響が大きいとされる。1990年代に入った後は漁獲高は低迷を続けるようになっている。
フグ延縄漁を行う漁船の数も年々減少し、下関地域で1988年（昭和63年）には200隻以上が操業していたものが、2000年（平成12年）には29隻にまで減少した。特に日本近海で操業していた小型船は、フグ漁専門では採算が合わず、他の漁と平行して行う状況に置かれている。また、中型船以上でも、冬場はフグ漁を行うが、他の時期はアマダイなどを主とするなどの切り替えを行っている。

## 下関とフグの流通
フグの流通経路は複雑である。前述のように、フグの集積地の下関には東シナ海、黄海、日本海の遠洋から、瀬戸内海など近海から漁船で直接運び込まれる。また韓国や中国からの輸入物も船で運び込まれる。これ以外には、若狭湾や伊勢湾、遠州灘などで捕獲されたフグも、中国自動車道や山陽自動車道開通による高速道路の整備に伴い、貨物自動車による運び込みが可能になった。
冷凍技術の発達により、漁獲されたフグを直ぐに絞めて冷凍保存される場合もあるが、高級とされるトラフグなどは生きたまま、水槽に入れられて搬送される。輸送中は餌を与えることは無く絶食となるが、これはフグの身を引き締める効果がある。また輸送中、共食いを防ぐため、歯を折る処理が施される。
下関の市場に運ばれたフグは、「袋競り」（後述）という独特の方法で競りにかけられる。また市場を通さずに、漁船から卸へと直接取引きされるものも少なくない。
競り落とされたフグは、加工工場に運ばれ、フグの危険部位を除去する「身欠き」処理が行われる。その後、再びトラックで東京や大阪などの大消費地へと搬送される。フグの肉はフグの死後、24時間から32時間程度経過後にうまみ成分であるアミノ酸が最大となるため、この輸送中にフグ肉を熟成させる効果も併せ持っている。

### 袋競り
一般に、魚の売買は競りにより行われることが多く、競り上げと呼ばれる方法が用いられるが、下関でのフグの取引ではこれとは異なり、伝統的に「袋競り」と呼ばれる方法が用いられる。
袋競りとは、仲介者と買い手が、「ええか、ええか」の掛け声とともに、他者から見えないように、服の袖から下を互いに筒状の布袋の中に入れて、仲介者の指を買い手が握ることで、落札値段をつける取引である（指の握り方によって仲介者に値段を伝える）。つまり、どの買い手がどのような値段をつけたかは、外から分からないようになっている。
競りのスピードは速く、トロ箱一つがわずか数十秒で競り落とされる。そのため、買い手はフグの善し悪しを素早く判断しなければならない。

## フグ養殖
フグ養殖に関しても、山口県で最初に取り組みが行われた。1934年（昭和11年）のトラフグの2・3ヶ月の短期養殖を始め、1964年（昭和39年）には（当時の）山口県水産種苗センター（現在の山口県水産研究センター）で稚魚の生産が開始された。
しかし、1965年（昭和40年）の日韓漁業協定により、天然のトラフグの漁獲高が増えると、養殖への取り組みは下火となった。
1970年代後半から再びトラフグ養殖が普及し、1979年（昭和54年）には唐戸魚市場に初めて養殖フグが上場された。1990年代に入ると天然トラフグと養殖トラフグの水揚げ高が逆転し、養殖トラフグの量はその後も増える傾向にある。

## 下関とふくの歴史
下関は元々、瀬戸内海、日本海、東シナ海という絶好の漁場を結ぶ交通の要衝の地であり、古くより漁業が盛んであった。一方で、豊臣秀吉の治世から明治初頭にかけて、武士に対してはフグ食を禁じていた。特に長州藩は厳しく、家禄没収などの厳しい処罰が定められていた。また吉田松陰は自身の文筆のなかで武士のフグ食を批判している。
一方で、江戸時代の書物『和漢三才図会』には長門の名物としてフグが取り上げられている。また、日本で最初の河豚の専門書と言われる『河豚談』は、長州藩に仕えていた医師であった賀屋恭安が天保年間に記述したといわれている。
1882年（明治15年）には、フグ中毒の増加を受けて、「河豚食う者は拘置科料に処する」とした項目を含む違警罪即決令を発布。1888年（明治21年）に、伊藤博文が下関を訪問した際に、割烹料亭の春帆楼でフグを食べ、その味に感嘆した伊藤は山口県知事に働きかけて、山口県下ではフグ食が解禁された。
1887年（明治20年）、日本の魚類の中で毒を持つものとして有名な河豚について、高橋順太郎教授と助教授の猪子吉人と共にフグ毒の化学的、薬理学的研究を推し進め、1889年（明治22年）にフグ毒が生魚の体内にあること、水に解けやすいことなどから、それがタンパク質（酵素）様のものでないことを証明し、毒力表を作成した。
1950年頃より、小野英雄らの尽力で下関でのフグ流通の活性化の取り組みが始まる。1960年代に、日本海でのトラフグ漁が活発化して漁獲高が増加。1975年、南風泊港と南風泊市場が出来た。
昭和天皇が1964年（昭和39年）に下関に行幸した際には、中毒の恐れがあるからとフグを食べられないことに真剣に憤慨し、自分たちだけフグを食べた侍従たちに「フグには毒があるのだぞ」と恨めしそうに言ったという逸話がある。その一方で、同所ではイワシなど季節の魚に舌鼓を打ったという。

## 伝統工芸品
フグを加工した下関周辺の伝統工芸品としては「ふく提灯」がある。これは、フグの皮をなめして竹などで骨組みし、フグが膨らんでいる姿を提灯型にしたものである。

## イベント
1935年（昭和5年）より「関門ふく交友会」主催で「ふく供養」が行われている。太平洋戦争中は中断していたが、戦後復活し毎年4月29日に供養の行事として、フグの放流が実施されている。
また、下関ふく連盟により1980年より2月9日を「ふくの日」を制定。この日は「ふくの日まつり」が恵比寿神社で開催されている。

## ふぐ処理師
フグの毒の部分を取り除くためには、ふぐ調理師という各都道府県が発行する免許が必要となる。山口県の資格では、「ふぐ処理師」という名称が与えられている。各都道府県の「ふぐ条例」により定められているが、山口県はふぐ条例を定めている都府県の中で最も遅い1981年（昭和56年）であった。ちなみに最初に制定したのは大阪府で、1948年（昭和23年）のことである。